# Les Berguedanes
Les Berguedanes és un habitatge al terme municipal del Pla del Penedès (Alt Penedès) inclòs a l'Inventari del Patrimoni Arquitectònic de Catalunya. Casa aïllada composta de soterrani, planta baixa, pis i dues torrasses laterals de coberta de pavelló. Coberta a dues aigües. Finestres geminades i portes d'arc de mig punt a la planta baixa i apuntades a la superior. Decoració d'arcs cecs. Baluard. Accés amb escalinates laterals. Barana interessant.